# Rohr (Média Francónia)
Rohr é um município da Alemanha, no distrito de Roth, na região administrativa da Média Francónia, estado de Baviera.